# Louis Bornó

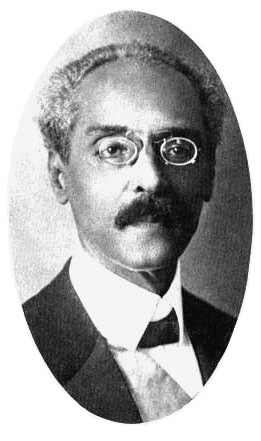
Louis Borno

Eustache Antoine François Joseph Louis Borno (ur. 20 września 1865 w Port-au-Prince, zm. 29 lipca 1942 w Pétionville) – haitański adwokat, dyplomata i polityk, minister spraw zagranicznych w trzech okresach: od 14 marca do 6 grudnia 1908, od 12 grudnia 1914 do 16 lutego 1915 (jednocześnie resortu sprawiedliwości), od 9 września 1915 do 2 maja 1916 i od 20 czerwca do 19 grudnia 1918, prezydent kraju od 15 maja 1922 do 15 maja 1930, współpracownik władz Stanów Zjednoczonych, które okupowały Haiti.